# Zim Integrated Shipping Services
Zim Integrated Shipping Services Ltd. (en hebreu: צים) anteriorment anomenada; Zim Israel Navigation Company Ltd. i Zim American Shipping Inc. És la principal companyia naviliera de càrrega israeliana i una de les 20 majors a nivell global. La seu general de la companyia es troba a Haifa, Israel, també té una altra seu a Norfolk, Virgínia. És una de les empreses destacades del gran conglomerat Israel Corporation.

## Història

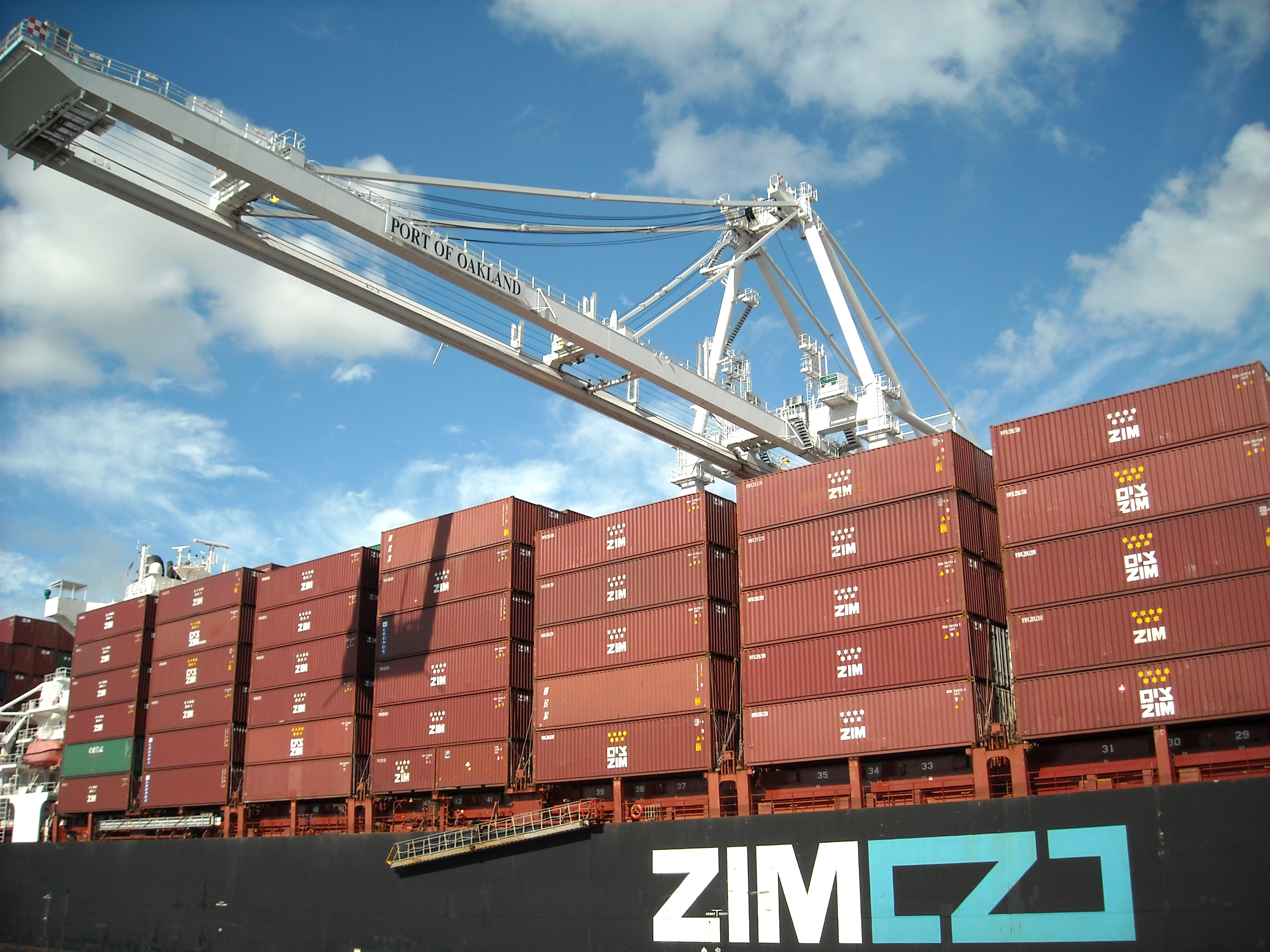
Buc de transport de contenidors ZIM Virginia.

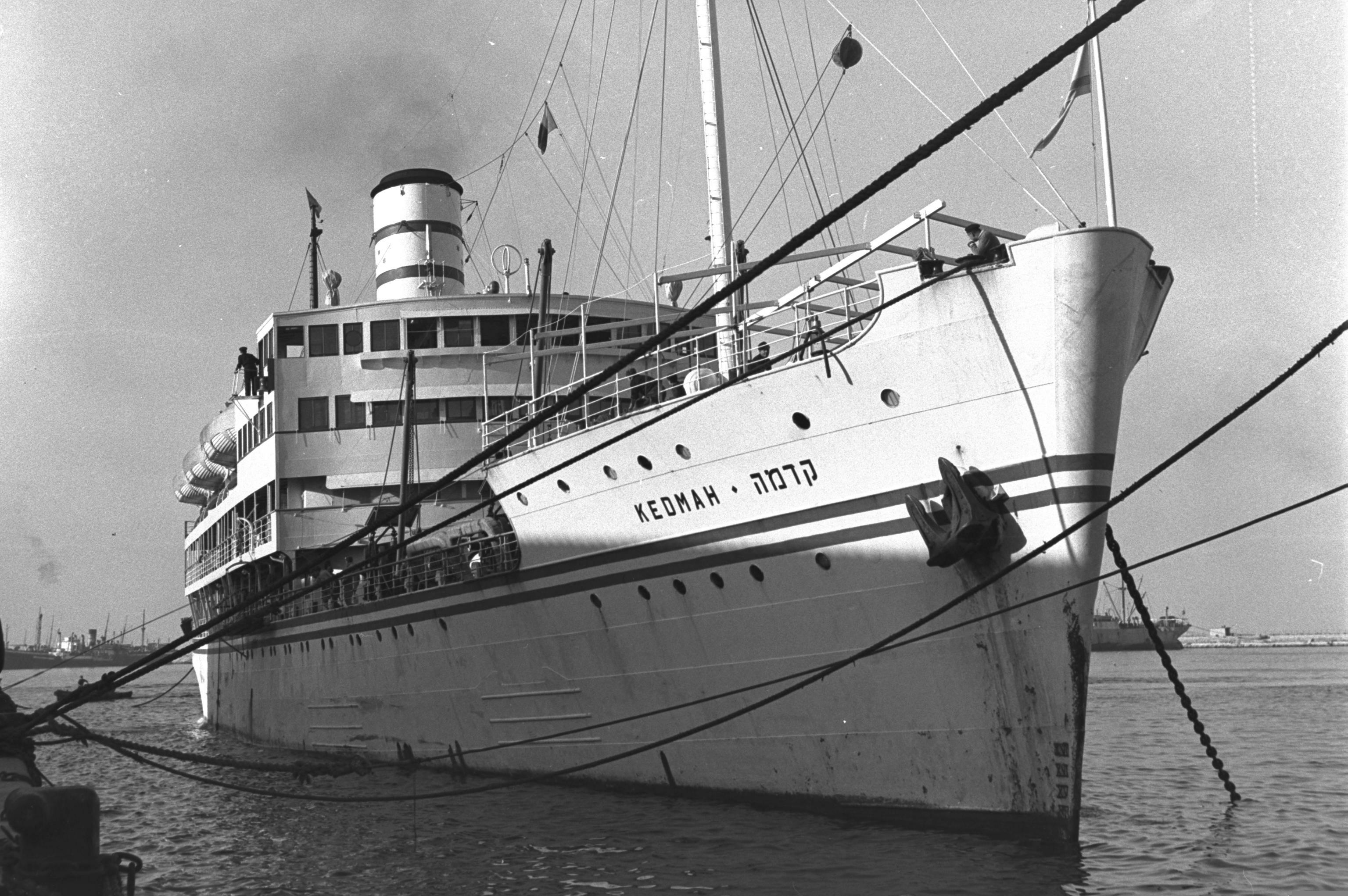
Vaixell S.S. Kedma.

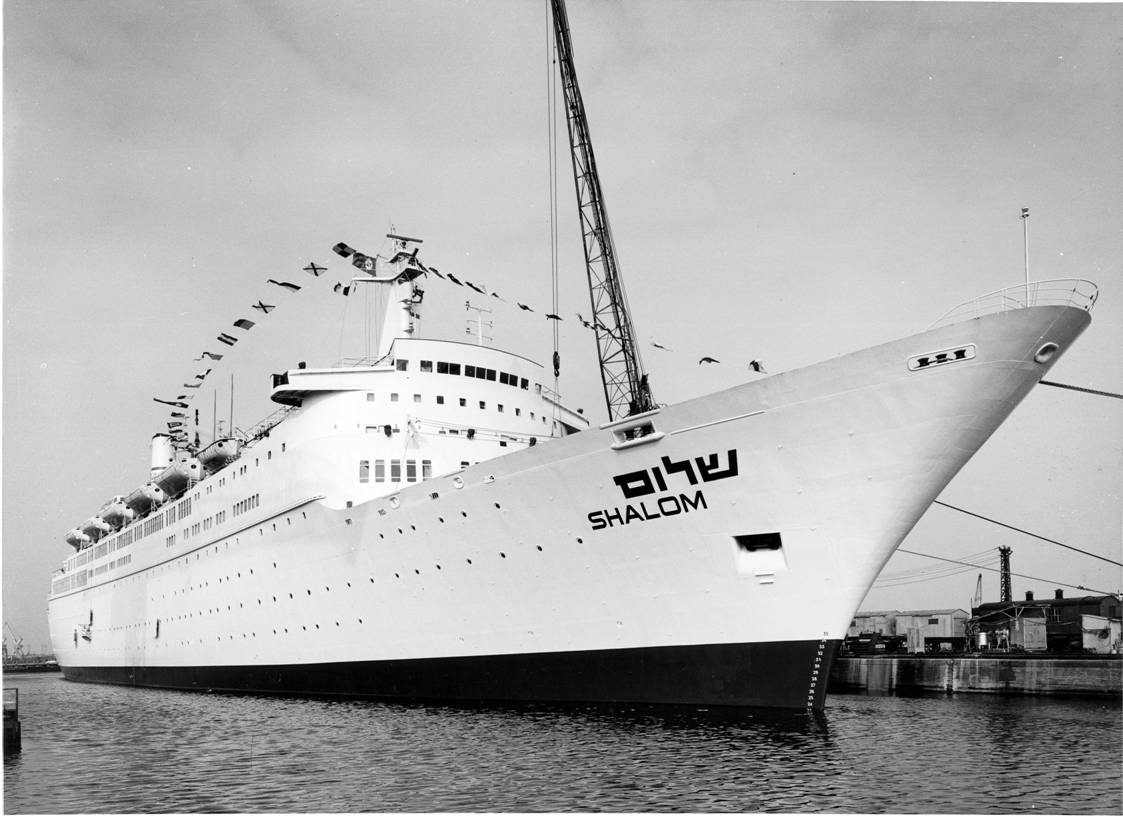
Vaixell S.S. Shalom.

L'empresa Zim va ser fundada el 1945, per l'Agència Jueva per la Terra d'Israel i la Histadrut (una federació general de treballadors de Palestina). El primer vaixell de la companyia va ser adquirit en associació amb Harris & Dixon (companyia amb base a Londres) el 1947. Aquest vaixell va ser reformat, anomenat SS Kedma i va navegar cap a Palestina a l'estiu de 1947.
Durant els seus primers anys, la seva principal tasca va ser transportar a centenars de milers d'immigrants cap al nou estat. Alguns dels altres vaixells que havien estat usats per a la immigració clandestina abans de l'establiment de l'Estat d'Israel van ser confiscats per les autoritats del Mandat Britànic de Palestina i més tard es van unir a la flota de la companyia. L'empresa va seguir comprant més vaixells, entre ells el SS Negba, el SS Artza i el SS Galila.
Durant la guerra de 1948 la companyia va ser l'única connexió marítima de l'estat d'Israel, subministrant menjar, càrrega i equip militar. El 1953 una part dels diners de les reparacions de l'acord entre Israel i Alemanya Occidental va ser destinat a l'adquisició de nous vaixells. El buc Bergensfjord, va ser anomenat SS Jerusalem i va navegar seguint la ruta Israel - Nova York, un altre vaixell comprat amb els diners de les reparacions va ser el buc SS Etzel. El vaixell Dolphin IV, adquirit el 1956 va ser anomenat SS Zion.
En els anys 1950 i 60 Zim es va concentrar en els vaixells de passatgers, juntament amb una constant expansió en el negoci dels bucs de càrrega. Els vaixells de línia de passatgers eren un mitjà de transport internacional habitual, abans de l'arribada del transport aeri i les companyies aèries de baix cost. Els creuers de plaer eren bastant populars. Els bucs de la companyia Zim van navegar per la Mar Mediterrània i per les rutes regulars que anaven cap els Estats Units. Alguns d'aquests vaixells viatjaven cap al Mar Carib durant l'hivern. El 1964 es va completar la construcció del vaixell de línia oceànic SS Shalom, que va resultar ser un fracàs, marcant el final de l'era dels bucs de passatgers de l'empresa Zim.
Durant els anys 60 Zim va començar a enfocar-se cap als bucs de càrrega i va adquirir diversos vaixells de propòsit especial, entre ells bucs refrigerats i petroliers. Zim va transportar petroli cru des de l'Iran cap a Israel i derivats del petroli des d'Israel cap a Europa.
En els anys 70 Zim es va expandir i va entrar en el negoci dels vaixells de transport de contenidors. Zim va comprar 6 bucs i gradualment va fer d'aquests vaixells la seva principal línia de negoci. El 1981 un dels vaixells de la companyia, el Mezada, es va perdre a la mar. A principis dels anys 80 va haver-hi un període de calma en el sector del transport marítim. En els anys 90 l'empresa va construir 15 bucs a Alemanya. En aquella època la propietat de Zim es trobava dividida entre el govern israelià i l'empresa privada Israel Corporation.

### Manifestacions
En 2010 va tenir lloc una manifestació en contra de la presència d'un buc de l'empresa Zim, com a protesta per l'atac israelià sobre l'embarcació Mavi Marmara, un vaixell pertanyent a la Flotilla de la Llibertat de Gaza.
Després d'una manifestació a Oakland, va haver-hi protestes en el port de Los Angeles i en el port de Tacoma, en l'Estat de Washington, aquestes protestes, no van aconseguir detenir la descàrrega de mercaderies dels vaixells de l'empresa Zim.
Després d'una segona protesta a Oakland al setembre de 2014, un vaixell de l'empresa Zim no va poder descarregar la seva mercaderia i es va dirigir cap a Los Angeles. Els estibadors no van participar en la protesta, però es van negar a descarregar el vaixell després de ser agredits físicament i els seus vehicles van ser bloquejats quan van intentar dirigir-se cap els seus llocs de treball.
Els manifestants van evitar que els bucs de l'empresa Zim descarreguessin la seva mercaderia a Oakland i a Los Angeles. Diversos empleats del port d'Oakland van afirmar que aquesta protesta podia fer perillar els llocs de treball dels estibadors del port. A finals de 2015,, es van implementar plans per activar una oferta pública d'accions. La cotització probablement tindrà lloc en la Borsa de Nova York el 2016. Bank of America, Merrill Lynch i Barclays Bank lideraran la sortida a borsa.

### Privatització
En 2004 la corporació Israel (que estava controlada pel grup dels germans Ofer) va comprar el 49% de les accions de l'empresa Zim, unes accions que eren propietat del govern israelià, d'aquesta manera la corporació va esdevenir l'únic propietari de la companyia.
El nou nom oficial després de la privatització va passar a ser; Zim serveis navals integrats, (en anglès: Zim Integrated Shipping Services).
L'import total de l'acord va ascendir a 500 milions de nous shekels israelians (NIS). L'acord de compra va ser durament criticat per la premsa per convertir a Zim en una altra empresa de bandera de conveniència. En 2007, Zim va vendre la seva filial de serveis logístics i de transport marítim NewLog a l'empresa UTi Worldwide.

### Oferta pública d'accions

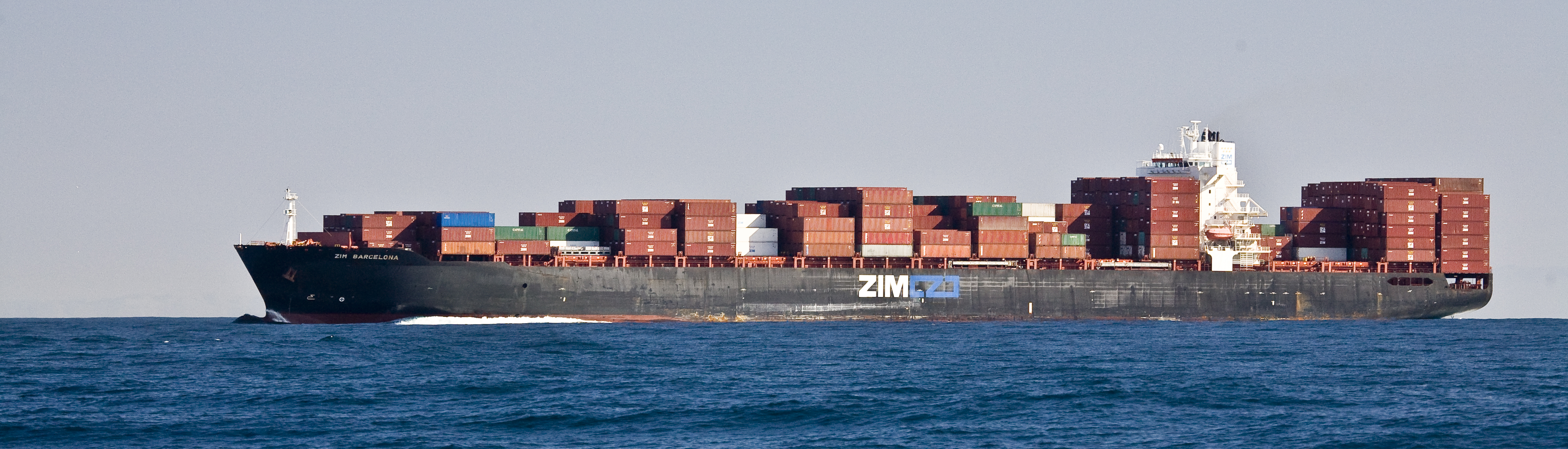
ZIM Barcelona.

En 2008, ZIM va planejar llançar una oferta pública d'accions i vendre el 25% de les seves accions en la Borsa de Hong Kong, però causa de l'inici de la crisi econòmica mundial l'oferta va ser cancel·lada. En 2009, ZIM va demanar una injecció de diners en efectiu de 450 milions de dòlars per part de la família Ofer i la reestructuració del deute després del descens mundial del transport de contenidors.
En 2010 ZIM va recuperar la seva rendibilitat i a principis de 2011 ZIM va renovar els seus plans per una entrada en la Borsa de Hong Kong, però de nou va haver de posposar-la a causa de la recessió econòmica i el descens en el nombre d'enviaments de contenidors.
En juliol de 2014, quan la companyia era propietat d'Israel Corporation, ZIM va ser reestructurada i el 68% de les accions del grup eren propietat dels seus creditors i tenidors de bons i un altre 32% va ser retingut per Israel Corporation i a principis de 2015 per Kenon Holdings, una companyia filial d'Israel Corporation.
A finals de 2015 es van implementar plans per activar una oferta pública d'adquisició. La cotització probablement ha de tenir lloc en la Borsa de Nova York el 2016. Bank of America, Merrill Lynch i Barclays Bank lideraran la sortida a borsa.

### Estadístiques operacionals (2014)
- Volum de negocis anual: 3.400 milions de dòlars nord-americans.
- TEU transportat: 2.360.000 milions.
- Capacitat total de TEU: 344.460 TEU.
- Contenidors: més de 547.000 TEU de diversos tipus.
- Aproximadament 80 vaixells, 13 de propietat total o parcial.
- Ports d'escala: 180 a tot el món, amb 10 centres de connexió estratègicament situats.
- Serveis: Més de 70 línies i serveis, principalment setmanals i en dies fixos, que abasten totes les principals rutes comercials amb connexions regionals.
- Nombre d'empleats: 4.200
- Seu central: Haifa, Israel
- Seu regional: Norfolk, Virgínia, Estats Units, Hamburg, Alemanya i Hong Kong.
- Nombre de agents: ZIM té més de 170 oficines i representants en més de 100 països d'arreu del món.